# Thesaurus philopoliticus

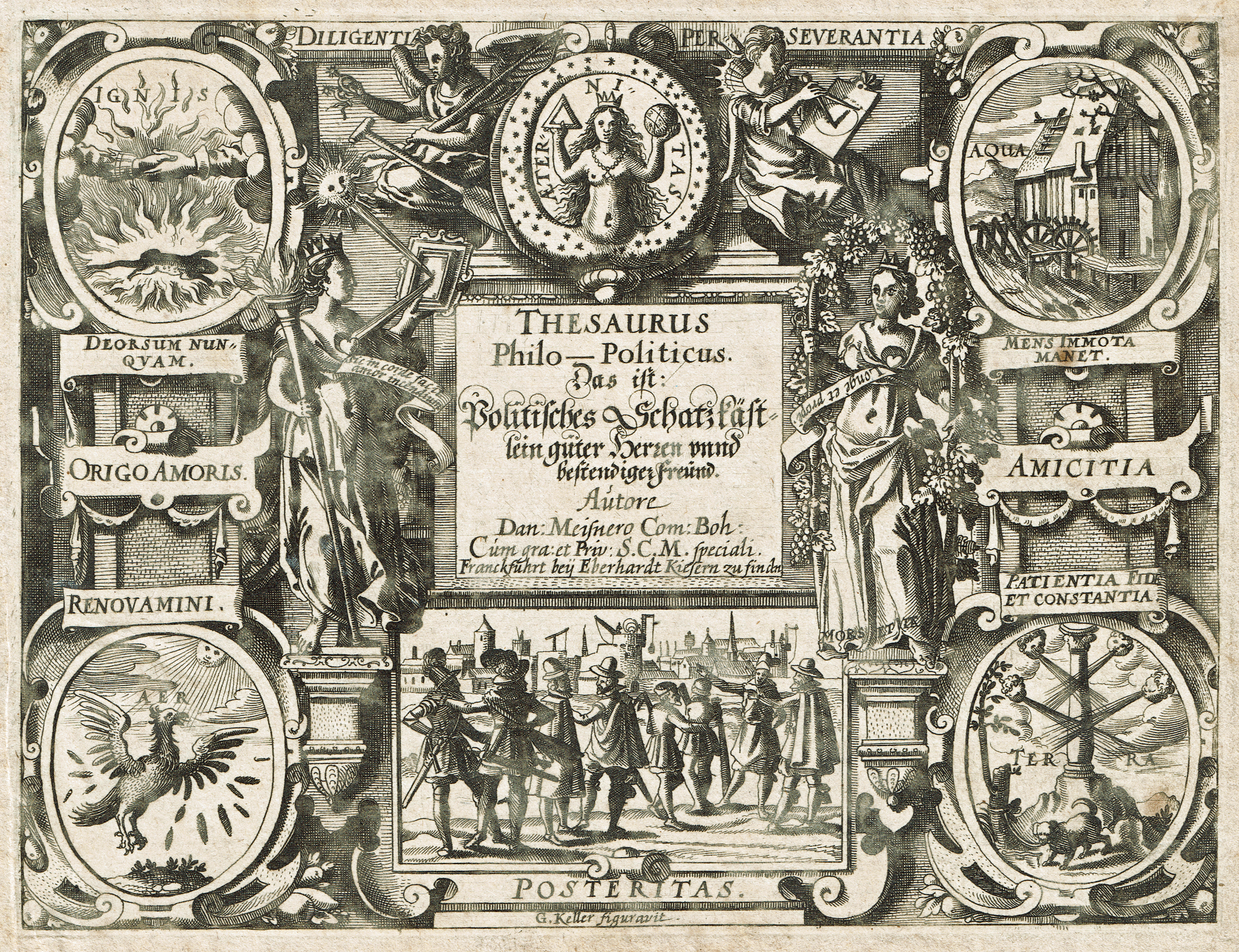
Daniel Meisner, Thesaurus Philopoliticus, 1. Heft des 1. Buchs: Titelseite (1623)

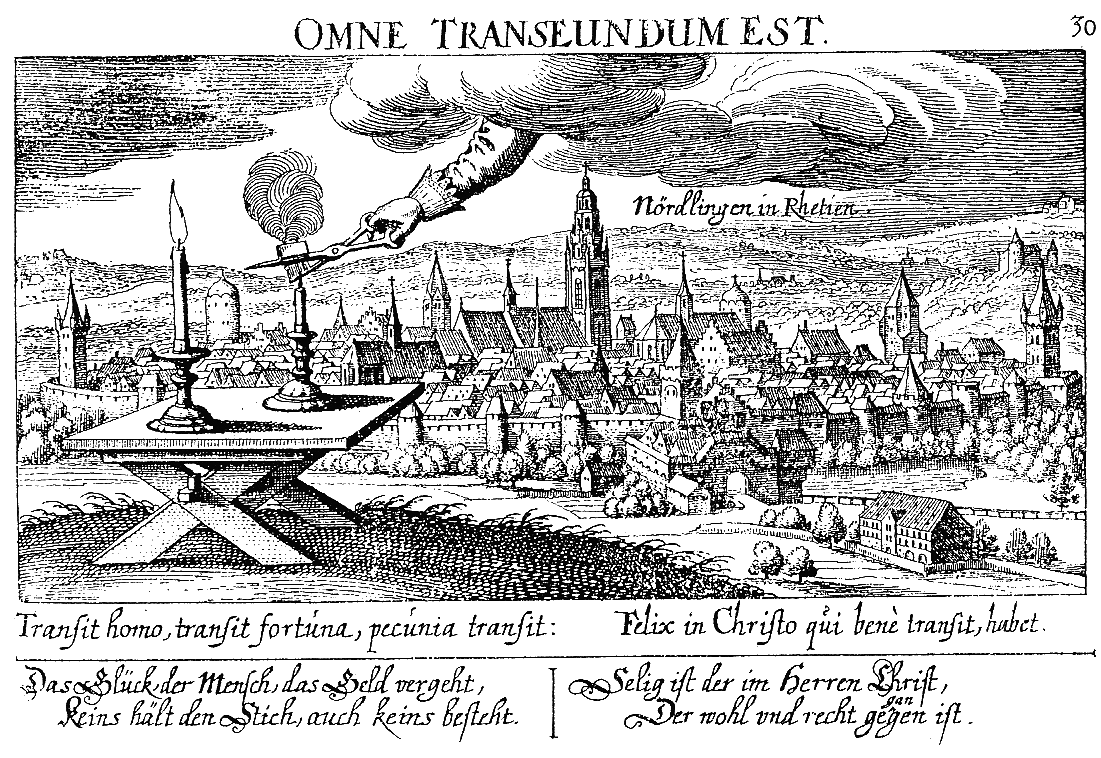
Nördlingen Stich um 1625

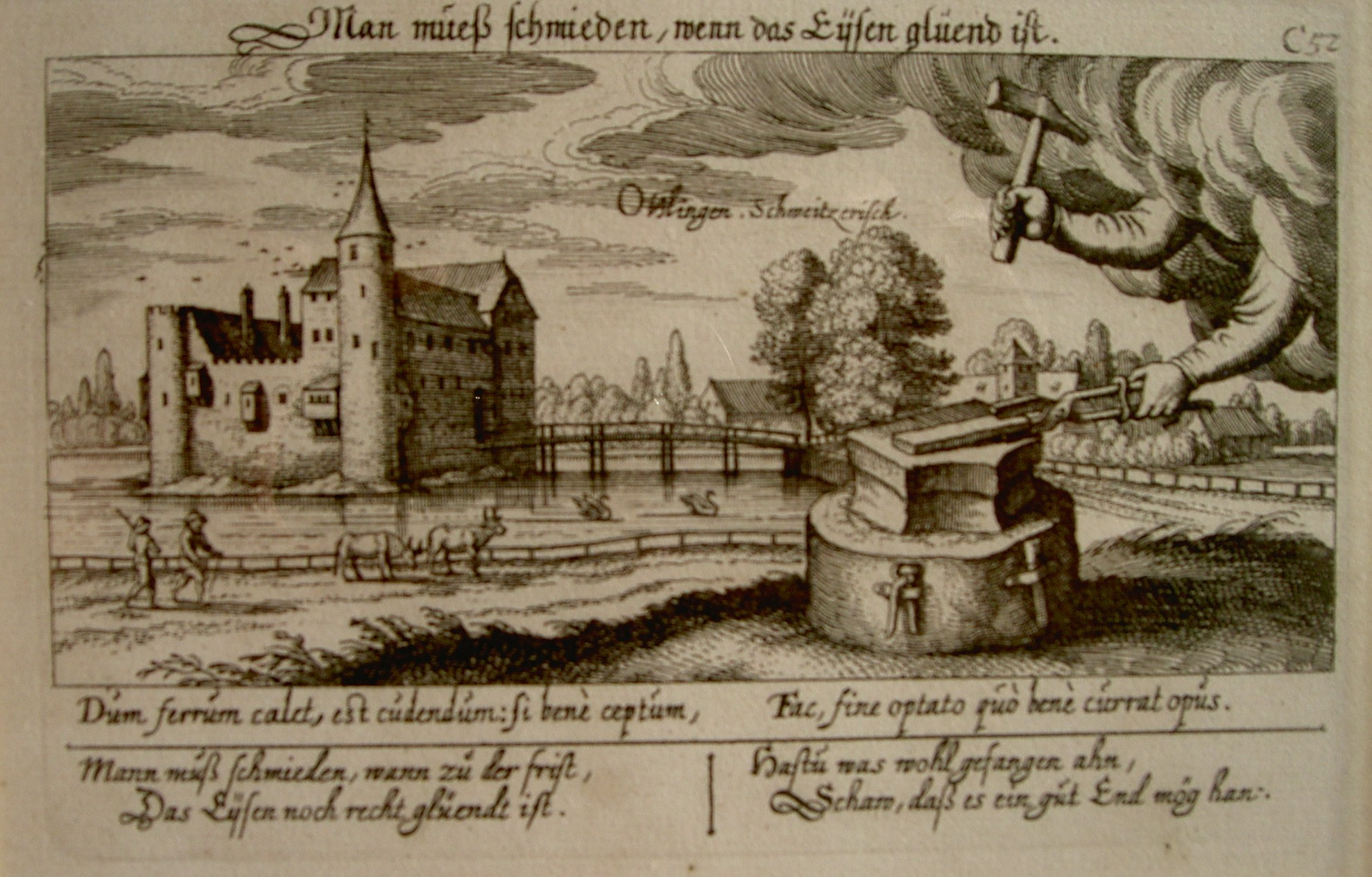
Schloss Ötlikon, Darstellung aus der Sciographica cosmica

Thesaurus philopoliticus (auch Thesaurus Philo-Politicus, deutscher Titel „Politisches Schatzkästlein“ und nach 1638 Sciographia cosmica) ist eine Sammlung von Kupferstichen bzw. Radierungen mit Stadtansichten (Veduten), die Daniel Meisner als Poeta laureatus und Eberhard Kieser als Kupferstecher und Verleger ab 1623 in Frankfurt am Main veröffentlichten.

## Inhalt

### Absicht

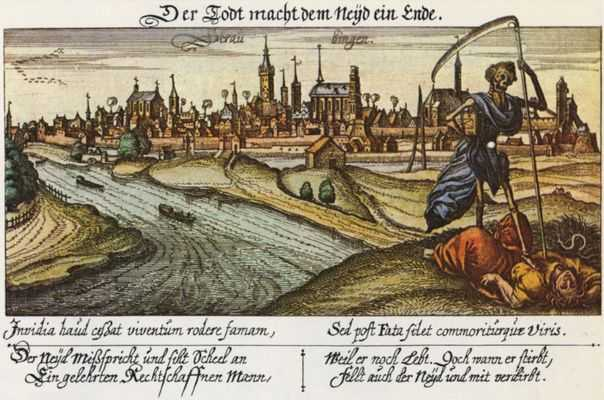
Straubing 1630

Der vollständige Titel der ersten Ausgabe von 1623 lautet – lateinisch und deutsch:
„THESAURUS PHILO-POLITICUS. Das ist: Politisches Schatzkästlein guter Herren und bestendiger Freund.“
Im Gegensatz zu den damals bekannten Sammelwerken mit historischen Stadtansichten legten Autor und Verleger vor allem Wert auf die Emblemszenen im Vordergrund jeder Abbildung und auf die daran anknüpfenden Sinnsprüche in Versform. Die Stadtansichten waren nur schmückender Hintergrund. Es war die Idee von Daniel Meisner, der 1625 mitten in der Arbeit verstarb, diese beiden Komponenten zu vereinen.
Mit diesen Sinnsprüchen und emblematischen Darstellungen wollten sie "den Leser belehren, erbauen und zu einem besseren Wandel führen".S. 86 Damit gehören diese Dokumente zur Gattung der Embleme oder allegorischen Drucke mit moralisierender Zweckbestimmung. Dieses Genre entstand um die Mitte des sechzehnten Jahrhunderts in Italien und war im siebzehnten Jahrhundert unter anderem in den Niederlanden und Deutschland sehr beliebt.
Gleichzeitig sollten die Zeitgenossen über die Ansichten bedeutender europäischer Städte informiert werden, wozu ein möglichst wirklichkeitsgetreuer Kupferstich und kurze Erläuterungen dienten. Meisner bestritt einen Zusammenhang von Emblem und jeweiliger Stadt, allerdings besteht bei genauerem Hinsehen in einigen wenigen Fällen doch einer.
Die Bände der Erstausgaben von Meisner und Kieser enthalten auch eine „Kurze Erklärung und Bedeutung der emblematischen Figuren“ zum besseren Verständnis für diejenigen Betrachter, die trotz der Versübertragung ins Deutsche noch Schwierigkeiten bei der Interpretation des lateinischen Emblems hatten.

### Aufbau der Drucke
Die etwa 10 cm × 15 cm großen Blätter des Thesaurus philopoliticus kombinieren einen Abbildungs- und einen Textteil nach einem einheitlichen Konzept.
Der Textteil besteht aus: oberhalb des Bildes (1) einem Sinnspruch oder Motto (meist in lateinischer Sprache) sowie unterhalb (2) einem zweizeiligen Vers in lateinischer Sprache (Distichon) nebeneinander und (3) einer sinngemäßen Übertragung ins Deutsche in einer vierzeilige Strophe. Die Verse erklären Bedeutung des Mottos und des Emblems.
Die Abbildung besteht wiederum jeweils aus zwei Elementen: (4) im Vordergrund stehen symbolhafte Figuren oder Objekte, die das Thema (Motto) illustrieren und (5) im Hintergrund ist meist eine Stadt – manchmal auch eine Burg oder ein Kloster abgebildet.
Mit dem letzteren Merkmal schließt die Serie an die damals populären Sammlungen von Städtebildern an, wie zum Beispiel die Cosmographia von Sebastian Münster, die im Jahre 1544 in Basel erschien und später mehrmals neu aufgelegt wurde.

### Erläuterte Beispiele
Beispiele verdeutlichen die künstlerischen und kompositorischen Besonderheiten dieser Stadtansichten mit Emblemszenen und Sinnsprüchen.

#### Freyburg im Breißgauw
Der 1625 gedruckte Kupferstich enthält als Emblem ein in der Bildmitte im Vordergrund angeordnetes ungleiches Paar. Dargestellt ist ein bärtiger Mann in der zeitgenössischen Kleidung eines Philosophen, der in seiner Rechten ein Sonnensymbol und in seiner Linken eine Wanduhr hält. Hinter ihm der Tod als Sensenmann, der gerade mit seiner Sense zur Mahd ausholt. Zu diesem Emblem für die Vergänglichkeit alles Irdischen gehören die Texte:

„OMNIS DIES, OMNIS HORA, QUAM NIHIL SUMUS, OSTENDIT“

„Quam nihil in vita sumus hac, quam turba misella /

Unus quisque dies, quaelibet hora probat.“

„Daß wir nichts sein in diesem Lebn,

Ein Elend Volck, mit´m Todt umbgebn:

Solchs beweiset, fein klar und rundt,

Ein jeder Tag, ja jede Stundt.“

In der Erläuterung zum 2. Teil des Buches II heißt es dazu:

„Der Alte Philosophus, welcher in einer Hand die Sonn / in der andern aber ein Uhrwerck hat / hinder welchem auch der Todt mit einer Sensen daß Gras abmehet / gibt zu verstehen / daß ein jeder Tag vnd Stund / gnugsam zu erkennen gebe / wie wir doch so gar nichts auff Erden seyen.“

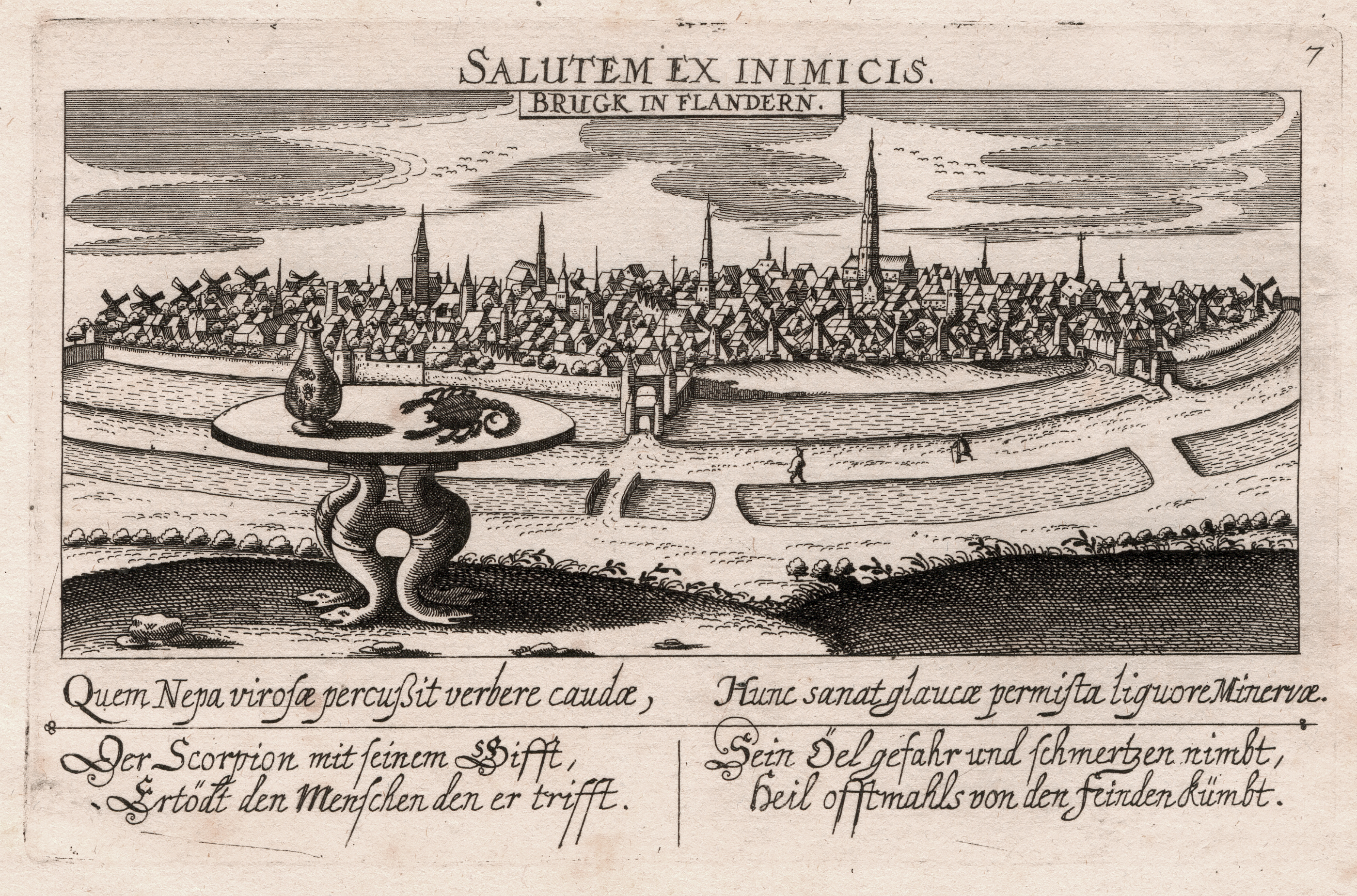
D. Meisner und E. Kieser: Stadtansicht von Brügge in Flandern (Bild Nr. 7 im 1. Teil des 2. Buches des Thesaurus philopoliticus und Nr. E5 in der Sciographica cosmica.)

#### Brugk in Flandern
Der Druck der flämischen Stadt Brügge trägt das Motto: SALUTEM EX INIMICIS oder das Heil kommt von den Feinden.
Die lateinischen und deutschen Verse erklären unten, dass das Gift des Skorpions tödlich für den Menschen ist, jedoch dass Skorpenöl (Olivenöl, in dem Skorpione unter Erhitzen gelöst wurden) Schmerzen der gestochenen Personen lindert und heilende Wirkung hat.

„Der Scorpion mit seinem Gifft,

Ertödt den menschen den er trifft.

Sein Öel gefahr und schmertzen nimbt,

Heil offtmahls von den Feinden kümbt.“

Der Zauber wird im Vordergrund des Bildes durch einen runden Tisch mit einem Skorpion und einem Medizinfläschchen darauf dargestellt. Im Hintergrund steht (kaum erkennbar) eine Panoramaansicht von Brügge.

### Herkunft der Stadtansichten
Aus der Sicht von Meisner und Kieser waren die Stadtansichten nicht das Hauptthema, sondern sollten nur als zusätzliche Hintergrundinformationen die Embleme auflockern.
Da die abgebildeten Städte über ganz Europa verstreut lagen und sich einige sogar außerhalb des alten Kontinents befanden, war es weder machbar noch bezahlbar, die Kupferstecher auf Reisen zu schicken und Originalinformationen vor Ort aufzunehmen. Außerdem ist zu berücksichtigen, dass während der Herstellung und Publikation des Thesaurus philopoliticus große Teile Deutschlands vom Dreißigjährigen Krieg (1618–1648) betroffen waren. Kieser zog deshalb vorhandene Quellen vor.
Dies führte zu der früheren Meinung, dass es sich praktisch bei allen Stadtansichten des Thesaurus um Kopien aus dem Werk Civitates Orbis Terrarum von Georg Braun und Frans Hogenberg handele.
Fritz Hermann und Leonhard Kraft, die Herausgeber der Faksimileausgabe von 1927, zeigten dagegen in einer Studie, dass den 830 Drucken des Thesaurus nur 272 Bilder von Braun & Hogenberg als Vorlage dienten, 167 beruhten nachweislich auf anderen Veröffentlichungen wie der Cosmographey von Sebastian Münster und die Herkunft der übrigen 391 war nicht mehr zu ermitteln. Einige dieser Quellen waren zweifellos lose Drucke, die zu jener Zeit im Druck-, Verlags- und Buchhandelszentrum Frankfurt allgemein verfügbar gewesen sein müssen. Nur für eine Reihe von deutschen Städten und einigen kleineren Ortschaften und Burgen in der Umgebung von Frankfurt ließ der Verleger mit ziemlichen Schwierigkeiten und Kosten neue Stadtansichten herstellen.
Neuere Forschungen haben ergeben, dass für eine Reihe von Städten in den Niederlanden die Drucke aus Descrittione di Lodovico Guicciardini patritio fiorentino di tutti i Paesi Bassi altrimenti detti Germania inferiore von Lodovico Guicciardini aus dem Jahr 1567 als Quelle verwendet wurden.

## Ausgaben

### Erste Ausgaben
Die Veröffentlichung des Thesaurus philopoliticus begann im Frühjahr 1623, als anlässlich des Frankfurter Jahrmarkts ein erstes Buchteil mit 52 Drucken erschien. Der Verkauf war sofort ein großer Erfolg, was die Redakteure veranlasste, regelmäßig neue Buchteile mit jeweils 52 Drucken zu veröffentlichen (mit einer Ausnahme, die nur fünfzig Drucke enthielt). Die Ausgabe vom Juni 1624 wies bereits 416 Ansichten auf. Das sogenannte Buch I fasste die erste Serie der acht zwischen 1623 und 1626 publizierten Buchteile zusammen.
Darauf folgte Buch II, das ebenfalls aus acht Teilen bestand, die zwischen 1627 und 1631 jeweils im Abstand von etwa sechs Monaten erschienen. Zusätzlich zu den deutschen Ausgaben begannen ab 1625 die Arbeiten an einer lateinischen Ausgabe.
Insgesamt enthält der Thesaurus nicht weniger als 830 Drucke. Jedes Buchteil beginnt mit einem illustrierten Titelblatt, einer Widmung an eine bekannte Persönlichkeit und einer Erläuterung der in diesem Teil behandelten Städte und Embleme.

### Spätere Ausgaben
Im Verlauf des siebzehnten Jahrhunderts ging das Interesse an Emblembüchern zurück, aber wegen der Stadtansichten blieben die Drucke des Thesaurus beliebt.
Bald nach dem Tod von Eberhard Kieser (1631) kaufte der Kunsthändler und Verleger Kunsthändler Paulus Fürst aus Nürnberg die Druckplatten und brachte das Werk in den Jahren 1637–1638 unter dem Titel Sciographia Cosmica wieder heraus.
Diese Ausgabe bestand unter Verzicht auf dreißig Drucke der Original-Serie aus acht Teilen zu je hundert Platten. Die Drucke erhielten eine Reihenfolge nach geographischen Kriterien mit einem Buchstaben (A bis H) für jedes der 8 Teile und darin eine fortlaufende Nummer von 1 bis 100. Zuvor hatte man für einen Teil der abgebildeten Städte die Wappen auf den Kupferplatten hinzugefügt. Die Textseiten mit der Erklärung der Embleme entfielen: nach Ansicht von Fürst waren diese jetzt sekundär und dafür die Stadtbilder wesentlich geworden. Fürst benannte aus unbekannten Gründen nur Teil 1 (A) mit „Sciographia Cosmica“ und entschied sich ab Teil 2 (B) für die Bezeichnung Libellus Novus Politicus Emblematicus Civitatum Pars.
Einen vergleichbaren Erfolg hatte die Witwe Fürsts (Paul Fürst Witwe und Erben) mit einer Neuveröffentlichung im Jahr 1678, die unter dem Titel Daniel Meißners P. L. C. Sciagraphia Cosmica gedruckt wurde.
Nach der Auflösung des Verlages von Paulus Fürst druckte der Nürnberger Buchhändler Rudolf Johann Helmers die Platten noch einmal im Jahre 1700 in verdoppeltem Format mit jeweils zwei Stadtansichten übereinander pro Blatt nach. Der Titel dieser Ausgabe lautete Politica politica / Statistisches Städte-Buch.

### Moderne Nachdrucke
Vollständige Jahrgänge des Thesaurus Philopoliticus oder von späteren Ausgaben sind heute selten. Allerdings werden Einzeldrucke regelmäßig von Antiquariaten und bei Auktionen angeboten. Glücklicherweise ist das Gesamtwerk leicht zugänglich durch zwei Faksimile-Ausgaben aus dem zwanzigsten Jahrhundert. Die erste wurde 1927 in Heidelberg herausgegeben durch F. Hermann und L. Kraft. Die reproduzierten Originale ruhten in der Preußischen Staatsbibliothek Berlin und in der Hessischen Landesbibliothek in Darmstadt, gingen aber während des Zweiten Weltkriegs verloren.
Im Jahr 1972 gab K. Eymann die zweite Faksimile-Ausgabe heraus, nach einem Exemplar des Thesaurus aus der Bayerischen Staatsbibliothek in München. Diese Publikation wurde im Jahr 1992 bereits zum vierten Mal gedruckt. Beide Faksimile-Editionen sind mit einer gründlichen Einführung versehen.
1992 brachte der Verlag Dr. Alfons Uhl in Nördlingen einen Neudruck der Ausgaben (Frankfurt am Main 1625–1626 und 1627–1631) als Faksimile heraus.

## Autoren, Kupferstecher und Verleger

### Daniel Meisner
Das Konzept des Thesaurus philopoliticus und die Initiative zur Herausgabe des Werks kam offenbar von Daniel Meisner (* 1585; † 1625), einem aus Böhmen stammenden und nach Abschluss seiner Ausbildung in Frankfurt-Sachsenhausen lebenden und arbeitenden Dichter. Meisner lieferte die Texte, gestaltete die Embleme und legte die Leitlinien für die Bilder fest.
Meisner führte den Titel eines Poeta Laureatus Caesareus (P.L.C.). In seiner Vorrede zum ersten Buch schildert er, dass er mehrere Winter hindurch über 50 Emblemata und Moralia politica in der Absicht zusammengestellt habe, sie für ein Stamm- und Gedenkbuch zu verwenden; er habe auch angefangen, zu jedem Emblem eine „vornehme Stadt inn: und außerhalb des H. Röm. Reichs Teutscher Nation recht Contrafacturlich anzugeben“.
Meisner starb bereits 1625, als gerade der 5. Teil des ersten Buches gedruckt wurde. In dem darauf folgenden 6. Teil wurde wahrscheinlich deshalb ein Porträt von Daniel Meisner aufgenommen; es ist ein von Sebastian Furck gefertigter qualitätvoller Kupferstich, der den Poeta Laureatus vor seiner Heimatstadt Komotau zeigt.
Sein Partner, der Verleger Eberhard Kieser konnte jedoch die Veröffentlichung fortsetzen, denn er verfügte noch über einen Textvorrat Meisners. Als dieser aufgebraucht war, beauftragte er Johann Ludwig Gottfried, Pfarrer in Offenbach am Main mit dem Verfassen der lateinischen und deutschen Verse. Für das zweite Buch gewann Kieser hierfür seinen Schwager, den Anwalt Heinrich Kornmann.
Trotz des frühen Ablebens von Meisner trug die Serie weiterhin seinen Namen. Auch in späteren Ausgaben erwähnte man ihn als Autor. Selbst heute noch werden die Drucke aus dem Thesaurus praktischerweise ihm als dem geistigen Vater zugeschrieben, obwohl er keine der Kupferstiche und nur für einen Teil der Drucke die Texte geliefert hatte.

### Eberhard Kieser
Für die Herstellung und den Vertrieb des Werks sorgte der Kupferstecher und Verleger Eberhard Kieser (* 1583; † 1631). Kieser stammte aus Kastellaun im Hunsrück; sein Vater Stanislaus war Pfarrer und kam aus dem Elsass. Nach einer Ausbildung als Goldschmied und Kupferstecher wurde Kieser 1609 Frankfurter Bürger. Sein Verlagsgeschäft, in dem auch mehrere Kupferstecher beschäftigt waren, betrieb er in Sachsenhausen. Außer Porträts von Frankfurter Bürgern sind vor allem seine Radierungen zu einem Totentanz (nach Hans Holbein der Jüngere) bekannt geworden. Eberhard Kieser starb 1631; eine porträthafte Darstellung von ihm ist auf der Ansicht seines Heimatortes Kastellaun zu sehen.

### Kupferstecher
Kieser stach wahrscheinlich einige der Drucke selbst, jedoch beauftragte er meist andere namhafte Graveure mit der Herstellung der Kupferstiche bzw. Radierungen. Diese arbeiteten zum Teil nach der Natur und zum Teil nach Vorlagen aus den damals bekannten älteren Sammlungen von Stadtansichten, insbesondere aus der Cosmographia von Sebastian Münster und aus dem Sammelwerk Civitates orbis terrarum von Georg Braun und Franz Hogenberg (Köln ab 1572).
Viele Kupferstiche tragen das persönliche Signet des Künstlers. Trotzdem bereitet die Zuweisung einzelner Stiche an bestimmte Zeichner, Kupferstecher und Radierer bis heute Schwierigkeiten. Nachweislich haben an dem Werk unter anderem mitgearbeitet:
- Sebastian Furck (* ca. 1598; † ca. 1655), Signum: „S. F. fec.“;
- Georg Keller (* 1576; † 1640), Signum: „G. Keller figuravit“;
- Matthäus Merian (* 1593; † 1650), Signum: „M. Merian fe.“ oder „M.“;
- Johann Eckard Löffler, Signum: „JEL“ bzw. „IEL“, „EL“ und „L“ oder auch „Löffler senior“ bzw. „Joes Eckart Löffler fecit“ oder „Joan Eckart Löffler fecit“.

Der Verkaufserfolg des Thesaurus philopoliticus ermutigte Matthäus Merian (der an diesem Werk als Vorlagezeichner und Stecher mitgearbeitet hatte), ab 1642 seine Topographia Germaniae, ein großangelegtes Gesamtwerk einer umfassenden Topographie mit über 2000 Stadtdarstellungen herauszugeben.